# Backspin
Backspin (o recuperaciones) es una técnica que consiste en repetir una sección determinada de música a través de dos bandejas y un mezclador con dos discos iguales, así mientras está sonando la sección de Breakbeat (parte instrumental de la canción) en uno de los discos, el otro se retrocede y se "prepara" para repetir el mismo breakbeat. La intención del creador de este estilo, Kool DJ Herc era lograr extender las secciones de breakbeat y así darle a los B-Boys (break-boys, llamados así porque se dedicaban a bailar en los breakbeats) más tiempo para realizar sus pasos de baile, ya que estos aprovechaban esta sección de la música para tirarse al suelo a demostrar sus pasos de baile.